# Clasificación para la Copa Africana de Naciones Femenina 2018
La Clasificación para la Copa Africana de Naciones Femenina 2018 fue una competición de fútbol femenino que decidió a los equipos participantes de la Copa Africana de Naciones Femenina 2018.
Un total de ocho equipos se clasificaron para jugar la fase final, incluida Ghana, que se clasificó automáticamente como anfitriona.

## Equipos
Además de Ghana, los 53 miembros restantes de CAF fueron elegibles para participar en la competencia clasificatoria, y un total de 24 equipos nacionales participaron en el sorteo clasificatorio, que se anunció a principios de octubre de 2017.
Guinea Ecuatorial inicialmente fue excluida de la competencia, pero se restableció después de que se levantara la prohibición en julio de 2017 en una reunión de comité de la CAF de emergencia, y se incluyó en el sorteo de clasificación. Sin embargo, la FIFA les prohibió clasificarse para la Copa Mundial Femenina de Fútbol de 2019, lo que significa que no podrían clasificarse para la Copa Mundial a pesar de su desempeño en el Copa Africana de Naciones Femenina 2018.
Clasificación Mundial Femenina de la FIFA en septiembre de 2017 entre paréntesis (NR = No clasificado).
| Ronda Final (Anfitriona) | Segunda Ronda (4 equipos)                                               | Primera Ronda (20 equipos) |
| ------------------------ | ----------------------------------------------------------------------- | --- |
| - Ghana (46)             | - Nigeria (35) - Camerún (47) - Guinea Ecuatorial (51) - Sudáfrica (52) | - Costa de Marfil (63) - Marruecos (72) - Argelia (74) - Senegal (78) - Zimbabue (83) - Malí (85) - Etiopía (93) - Burkina Faso (101) - Zambia (102) - Namibia (103) - Tanzania (108) - Kenia (114) - Uganda (115) - República Centroafricana (NR) - Congo (NR) - Gambia (NR) - Lesoto (NR) - Libia (NR) - Sierra Leona (NR) - Suazilandia (NR) |

Nota
- Los equipos en negrita clasificaron para el torneo final.

No participaron
| - Angola (NR) - Benín (NR) - Botsuana (118) - Burundi (NR) - Cabo Verde (NR) - Chad (NR) - Comoras (NR) - Yibuti (NR) | - República Democrática del Congo (NR) - Egipto (77) - Eritrea (NR) - Gabón (NR) - Guinea (98) - Guinea-Bisáu (NR) - Liberia (NR) | - Madagascar (NR) - Malaui (NR) - Mauritania (NR) - Mauricio (NR) - Mozambique (NR) - Níger (NR) - Ruanda (111) | - Santo Tomé y Príncipe (NR) - Seychelles (NR) - Somalia (NR) - Sudán del Sur (NR) - Sudán (NR) - Togo (NR) - Túnez (71) |

## Eliminatorias
Los 7 ganadores de zona se clasifican para el Campeonato Femenino de la CAF 2018.
|  | Primera Ronda | Primera Ronda | Primera Ronda | Primera Ronda | Primera Ronda |   |         | Segunda Ronda | Segunda Ronda | Segunda Ronda | Segunda Ronda | Segunda Ronda |
|  |               |               |               |               |               |   |         |               |               |               |               |               |
|  | Senegal       | Senegal       | 2             | 0             | 2             |   |         |               |               |               |               |               |
|  | Argelia       | Argelia       | 1             | 2             | 3             |   |         |               |               |               |               |               |
|  |               |               |               |               |               |   | Argelia | Argelia       | 3             | 3             | 6             |               |
|  |               | Etiopía       | Etiopía       | 1             | 2             | 3 |         |               |               |               |               |               |
|  | Libia         | Libia         | 0             | 0             | 0             |   |         |               |               |               |               |               |
|  | Etiopía       | Etiopía       | 8             | 7             | 15            |   |         |               |               |               |               |               |

|  | Primera Ronda       | Primera Ronda       | Primera Ronda | Primera Ronda | Primera Ronda |   |                 | Segunda Ronda   | Segunda Ronda | Segunda Ronda | Segunda Ronda | Segunda Ronda |
|  |                     |                     |               |               |               |   |                 |                 |               |               |               |               |
|  | Marruecos           | Marruecos           | 1             | 0             | 1             |   |                 |                 |               |               |               |               |
|  | Costa de Marfil (v) | Costa de Marfil (v) | 1             | 0             | 1             |   |                 |                 |               |               |               |               |
|  |                     |                     |               |               |               |   | Costa de Marfil | Costa de Marfil | 2             | 0             | 2             |               |
|  |                     | Malí (v)            | Malí (v)      | 2             | 0             | 2 |                 |                 |               |               |               |               |
|  | Sierra Leona        | Sierra Leona        | --            | -             |               |   |                 |                 |               |               |               |               |
|  | Malí                | Malí                | -             | -             | w.o.          |   |                 |                 |               |               |               |               |

|  | Primera Ronda | Primera Ronda | Primera Ronda | Primera Ronda | Primera Ronda |   |        | Segunda Ronda | Segunda Ronda | Segunda Ronda | Segunda Ronda | Segunda Ronda |
|  |               |               |               |               |               |   |        |               |               |               |               |               |
|  | Burkina Faso  | Burkina Faso  | 2             | 1             | 3 (3)         |   |        |               |               |               |               |               |
|  | Gambia (p)    | Gambia (p)    | 1             | 2             | 3 (5)         |   |        |               |               |               |               |               |
|  |               |               |               |               |               |   | Gambia | Gambia        | 0             | 0             | 0             |               |
|  |               | Nigeria       | Nigeria       | 1             | 6             | 7 |        |               |               |               |               |               |
|  | Nigeria       | Nigeria       |               |               | bye           |   |        |               |               |               |               |               |
|  |               |               |               |               |               |   |        |               |               |               |               |               |

|  | Primera Ronda            | Primera Ronda            | Primera Ronda | Primera Ronda | Primera Ronda |    |       | Segunda Ronda | Segunda Ronda | Segunda Ronda | Segunda Ronda | Segunda Ronda |
|  |                          |                          |               |               |               |    |       |               |               |               |               |               |
|  | Congo                    | Congo                    | 2             | 1             | 3             |    |       |               |               |               |               |               |
|  | República Centroafricana | República Centroafricana | 0             | 1             | 1             |    |       |               |               |               |               |               |
|  |                          |                          |               |               |               |    | Congo | Congo         | 0             | 0             | 0             |               |
|  |                          | Camerún                  | Camerún       | 5             | 5             | 10 |       |               |               |               |               |               |
|  | Camerún                  | Camerún                  |               |               | bye           |    |       |               |               |               |               |               |
|  |                          |                          |               |               |               |    |       |               |               |               |               |               |

|  | Primera Ronda     | Primera Ronda     | Primera Ronda     | Primera Ronda | Primera Ronda |   |              | Segunda Ronda | Segunda Ronda | Segunda Ronda | Segunda Ronda | Segunda Ronda |
|  |                   |                   |                   |               |               |   |              |               |               |               |               |               |
|  | Kenia             | Kenia             | 1                 | 0             | 1             |   |              |               |               |               |               |               |
|  | Uganda            | Uganda            | 0                 | 0             | 1             |   |              |               |               |               |               |               |
|  |                   |                   |                   |               |               |   | Kenia (w.o.) | Kenia (w.o.)  | 2             | 0             | 2             |               |
|  |                   | Guinea Ecuatorial | Guinea Ecuatorial | 1             | 2             | 3 |              |               |               |               |               |               |
|  | Guinea Ecuatorial | Guinea Ecuatorial |                   |               | bye           |   |              |               |               |               |               |               |
|  |                   |                   |                   |               |               |   |              |               |               |               |               |               |

|  | Primera Ronda | Primera Ronda | Primera Ronda | Primera Ronda | Primera Ronda |   |        | Segunda Ronda | Segunda Ronda | Segunda Ronda | Segunda Ronda | Segunda Ronda |
|  |               |               |               |               |               |   |        |               |               |               |               |               |
|  | Lesoto        | Lesoto        | 1             | 2             | 3             |   |        |               |               |               |               |               |
|  | Suazilandia   | Suazilandia   | 0             | 1             | 1             |   |        |               |               |               |               |               |
|  |               |               |               |               |               |   | Lesoto | Lesoto        | 0             | 0             | 0             |               |
|  |               | Sudáfrica     | Sudáfrica     | 1             | 6             | 7 |        |               |               |               |               |               |
|  | Sudáfrica     | Sudáfrica     |               |               | bye           |   |        |               |               |               |               |               |
|  |               |               |               |               |               |   |        |               |               |               |               |               |

|  | Primera Ronda | Primera Ronda | Primera Ronda | Primera Ronda | Primera Ronda |   |            | Segunda Ronda | Segunda Ronda | Segunda Ronda | Segunda Ronda | Segunda Ronda |
|  |               |               |               |               |               |   |            |               |               |               |               |               |
|  | Tanzania      | Tanzania      | 3             | 1             | 4             |   |            |               |               |               |               |               |
|  | Zambia (v)    | Zambia (v)    | 3             | 1             | 4             |   |            |               |               |               |               |               |
|  |               |               |               |               |               |   | Zambia (v) | Zambia (v)    | 0             | 2             | 2             |               |
|  |               | Zimbabue      | Zimbabue      | 1             | 1             | 2 |            |               |               |               |               |               |
|  | Namibia       | Namibia       | 0             | 0             | 0             |   |            |               |               |               |               |               |
|  | Zimbabue      | Zimbabue      | 2             | 2             | 4             |   |            |               |               |               |               |               |

## Resultados

### Primera Ronda
| 4 de abril de 2018, 17:00 | Senegal                         | 2:1 (2:1) | Argelia        | Stade Al Djigo, Pikine, Senegal    |                                    |
|                           | - Diédhiou 6' (pen.) - Diop 10' | Reporte   | - 38' Benlazar | Árbitra: Vincentia Enyonam Amedome | Árbitra: Vincentia Enyonam Amedome |

| 10 de abril de 2018, 17:45 | Argelia                                    | 2:0 (1:0) | Senegal | Stade 20 Août 1955, Argel, Argelia |                             |
|                            | - Sekouane 24' (pen.) - Benaichouche 90+3' |           |         | Árbitra: Zomadre Sonia Kore        | Árbitra: Zomadre Sonia Kore |

| 4 de abril de 2018, 15:00 | Libia | 0:8 (0:6) | Etiopía                                                                          | Estadio Petro Sport, El Cairo, Egipto |                           |
|                           |       | Reporte   | - 4', 20', 61' Zergaw - 18', 23' Abera - 32' Feleke - 44' Tadesse - 47' Kefyalew | Árbitra: Theresa Bremansu             | Árbitra: Theresa Bremansu |

| 10 de abril de 2018, 16:00 | Etiopía                                                         | 7:0 (3:0) | Libia | Estadio de Adís Abeba, Adís Abeba, Etiopía |                            |
|                            | - Buwli 13' - Abera 27', 51', 82', 87' - Zergaw 45' - Boyzo 74' | Reporte   |       | Árbitra: Salima Mukansanga                 | Árbitra: Salima Mukansanga |

| 6 de abril de 2018, 16:00 | Marruecos     | 1:1 (0:0) | Costa de Marfil        | Complexe Moulay El Hassan, Rabat, Marruecos |                                |
|                           | - Chebbak 76' | Reporte   | - 52' (pen.) Coulibaly | Árbitra: Therese Raissa Neguel              | Árbitra: Therese Raissa Neguel |

| 10 de abril de 2018, 15:00 | Costa de Marfil | 0:0     | Marruecos | Estadio Houphouët-Boigny, Abiyán, Costa de Marfil |                        |
|                            |                 | Reporte |           | Árbitra: Gladys Lengwe                            | Árbitra: Gladys Lengwe |

| 7 de abril de 2018 | Sierra Leona | Cancelado | Malí |                               |                               |
|                    |              | Reporte   |      | Árbitra: Ajayi Foluso Adewuyi | Árbitra: Ajayi Foluso Adewuyi |

| 10 de abril de 2018, 17:00 | Malí | Cancelado | Sierra Leona | Stade Mamadou Konaté, Bamako, Malí |                          |
|                            |      | Reporte   |              | Árbitra: Dorsaf Ganouati           | Árbitra: Dorsaf Ganouati |

- Malí avanzó después de que Sierra Leona se retiró.[4]

| 7 de abril de 2018, 16:00 | Burkina Faso       | 2:1 (1:1) | Gambia      | Estadio del 4 de Agosto, Uagadugú, Burkina Faso |                        |
|                           | - Simporé 27', 80' | Reporte   | - 23' Tamba | Árbitra: Fatou Thioune                          | Árbitra: Fatou Thioune |

| 10 de abril de 2018, 16:30 | Gambia                                                                                       | 2:1 (2:0) (5:3 p.)         | Burkina Faso                                                            | Estadio Independencia, Bakau, Gambia |                           |
|                            | - Tamba 19' - Kouanda 20' (a.g.)                                                             | Reporte                    | - 53' Simporé                                                           | Árbitra: Bouchra Karboubi            | Árbitra: Bouchra Karboubi |
|                            |                                                                                              | Tiros desde el punto penal |                                                                         |                                      |                           |
|                            | Acierto de penal · Acierto de penal · Acierto de penal · Acierto de penal · Acierto de penal |                            | Acierto de penal · Acierto de penal · Acierto de penal · Fallo de penal |                                      |                           |

| 4 de abril de 2018, 15:30 | Congo                             | 2:0 (2:0) | República Centroafricana | Estadio Alphonse Massemba-Débat, Brazaville, Congo |                                  |
|                           | - Kokolo 40' (pen.) - Dembélé 44' | Reporte   |                          | Árbitra: Jonesia Rukyaa Kabakama                   | Árbitra: Jonesia Rukyaa Kabakama |

| 8 de abril de 2018, 15:00 | República Centroafricana | 1:1 (0:1) | Congo         | Complejo Barthélemy Boganda, Bangui, República Centroafricana |                          |
|                           | - Demba 71'              | Reporte   | - 18' Dembélé | Árbitra: Suavis Iratunga                                      | Árbitra: Suavis Iratunga |

| 4 de abril de 2018, 15:00 | Kenia       | 1:0 (0:0) | Uganda | Kenyatta Stadium, Machakos, Kenia |                                   |
|                           | - Adera 53' | Reporte   |        | Árbitra: Letticia Antonella Viana | Árbitra: Letticia Antonella Viana |

| 8 de abril de 2018, 16:00 | Uganda | 0:0     | Kenia | Phillip Omondi Stadium, Kampala, Uganda |                                  |
|                           |        | Reporte |       | Árbitra: Akhona Zennith Makalima        | Árbitra: Akhona Zennith Makalima |

| 6 de abril de 2018, 16:00 | Lesoto       | 1:0 (1:0) | Suazilandia | Estadio Setsoto, Maseru, Lesoto |                                 |
|                           | - Maloro 18' | Reporte   |             | Árbitra: Anaelle Valerie Omanda | Árbitra: Anaelle Valerie Omanda |

| 10 de abril de 2018, 15:00 | Suazilandia   | 1:2 (0:1) | Lesoto                     | Estadio Nacional Somhlolo, Lobamba, Suazilandia |                      |
|                            | - Dlamini 88' | Reporte   | - 30' Kheme - 65' Lebakeng | Árbitra: Maria Rivet                            | Árbitra: Maria Rivet |

| 4 de abril de 2018, 16:00 | Tanzania                        | 3:3 (2:1) | Zambia                      | Estadio Nacional Benjamin Mkapa, Dar es-Salam, Tanzania |                       |
|                           | - Abdallah 1' - Rashid 22', 47' | Reporte   | - 25', 78' Banda - 46' Zulu | Árbitra: Lamngar Lare                                   | Árbitra: Lamngar Lare |

| 8 de abril de 2018, 15:00 | Zambia          | 1:1 (1:0) | Tanzania    | Nkoloma Stadium, Lusaka, Zambia |                        |
|                           | - Kundananji 2' | Reporte   | - 71' Minja | Árbitra: Lidya Tafesse          | Árbitra: Lidya Tafesse |

| 5 de abril de 2018, 15:00 | Namibia | 0:2 (0:1) | Zimbabue                     | Estadio Sam Nujoma, Katutura Central, Namibia |                                           |
|                           |         | Reporte   | - 21' Nyaumwe - 89' Chirandu | Árbitra: Chancelle Cynthia Imane Ngakossa     | Árbitra: Chancelle Cynthia Imane Ngakossa |

| 8 de abril de 2018, 15:00 | Zimbabue                   | 2:0 (0:0) | Namibia | Rufaro Stadium, Harare, Zimbabue |                           |
|                           | - Msipa 73' - Chirandu 84' | Reporte   |         | Árbitra: Carolyne Wanjala        | Árbitra: Carolyne Wanjala |

### Segunda Ronda
| 6 de junio de 2018, 22:00 | Argelia                                    | 3:1 (2:1) | Etiopía    | Estadio 5 de julio de 1962, Argel, Argelia |                        |
|                           | - Ramdani 19' - Sidhoum 32' - Sekouane 68' | Reporte   | - 16' Biza | Árbitra: Isatou Touray                     | Árbitra: Isatou Touray |

| 10 de junio de 2018, 16:00 | Etiopía          | 2:3 (0:2) | Argelia                                       | Estadio de Adís Abeba, Adís Abeba, Etiopía |                          |
|                            | - Abera 63', 72' | Reporte   | - 18' Bouhani - 45+2' Sekouane - 53' Benlazar | Árbitra: Dorsaf Ganouati                   | Árbitra: Dorsaf Ganouati |

| 6 de junio de 2018, 16:00 | Costa de Marfil                    | 2:2 (1:1) | Malí                     | Estadio Houphouët-Boigny, Abiyán, Costa de Marfil |                                     |
|                           | - Elloh 37' (pen.) - N'Guessan 90' | Reporte   | - 7' Tangara - 47' Touré | Árbitra: Aurore Christelle M. Ligan               | Árbitra: Aurore Christelle M. Ligan |

| 10 de junio de 2018, 16:30 | Malí | 0:0     | Costa de Marfil | Stade Mamadou Konaté, Bamako, Malí |                           |
|                            |      | Reporte |                 | Árbitra: Bouchra Karboubi          | Árbitra: Bouchra Karboubi |

| 6 de junio de 2018, 16:00 | Gambia | 0:1 (0:1) | Nigeria         | Estadio Independencia, Bakau, Gambia |                          |
|                           |        | Reporte   | - 19' Okoronkwo | Árbitra: Teneba Bagayoko             | Árbitra: Teneba Bagayoko |

| 11 de junio de 2018, 16:00 | Nigeria                                                  | 6:0 (2:0) | Gambia | Agege Stadium, Lagos, Nigeria |                        |
|                            | - Oparanozie 3' (pen.), 49', 69', 83' - Oshoala 44', 74' | Reporte   |        | Árbitra: Lidya Tafesse        | Árbitra: Lidya Tafesse |

| 6 de junio de 2018, 15:30 | Congo | 0:5 (0:3) | Camerún                                                                   | Estadio Alphonse Massemba-Débat, Brazaville, Congo |                                    |
|                           |       | Reporte   | - 2' Abena - 27' Nchout - 29' Ngono Mani - 61' (pen.) Yango - 64' Onguéné | Árbitra: Mathabo Maria Kolokotoane                 | Árbitra: Mathabo Maria Kolokotoane |

| 9 de junio de 2018, 15:30 | Camerún                                                 | 5:0 (2:0) | Congo | Stade Ahmadou Ahidjo, Yaundé, Camerún |                               |
|                           | - Nchout 19' - Abena 22' - Onguéné 51', 53' - Akaba 84' | Reporte   |       | Árbitra: Ajayi Foluso Adewuyi         | Árbitra: Ajayi Foluso Adewuyi |

| 6 de junio de 2018, 16:00 | Kenia                     | 2:1 (1:1) | Guinea Ecuatorial | Kenyatta Stadium, Machakos, Kenia |                                 |
|                           | - Engesha 41' - Akida 82' | Reporte   | - 39' Boho        | Árbitra: Julie Kanyembo Kyabuta   | Árbitra: Julie Kanyembo Kyabuta |

| 9 de junio de 2018, 17:00 | Guinea Ecuatorial       | 2:0 (0:0) | Kenia | Nuevo Estadio de Malabo, Malabo, Guinea Ecuatorial |                        |
|                           | - Chinasa 61' - Nke 63' | Reporte   |       | Árbitra: Gladys Lengwe                             | Árbitra: Gladys Lengwe |

- Guinea Ecuatorial ganó 3–2 en el agregado. Sin embargo, Kenia se adjudicó la serie el 17 de octubre de 2018 después de que Guinea Ecuatorial fuera descalificada por alinear a un jugador in elegible.[5][6]

| 6 de junio de 2018, 15:00 | Lesoto | 0:1 (0:1) | Sudáfrica                | Estadio Setsoto, Maseru, Lesoto |                         |
|                           |        | Reporte   | - 9' Jermaine Seoposenwe | Árbitra: Thanks Nyahuye         | Árbitra: Thanks Nyahuye |

| 10 de junio de 2018, 15:00 | Sudáfrica                                             | 6:0 (2:0) | Lesoto | Dr. Petrus Molemela Stadium, Bloemfontein, Sudáfrica |                           |
|                            | - Seoposenwe 2', 60', 83' - Esau 5', 51' - Magaia 79' | Reporte   |        | Árbitra: Shamirah Nabadda                            | Árbitra: Shamirah Nabadda |

| 6 de junio de 2018, 15:00 | Zambia | 0:1 (0:1) | Zimbabue      | Nkoloma Stadium, Lusaka, Zambia    |                                    |
|                           |        | Reporte   | - 18' Nyaumwe | Árbitra: Nirinjanahary Raharijaona | Árbitra: Nirinjanahary Raharijaona |

| 10 de junio de 2018, 15:00 | Zimbabue   | 1:2 (1:0) | Zambia                   | Rufaro Stadium, Harare, Zimbabue          |                                           |
|                            | - Jeke 45' | Reporte   | - 53' Chanda - 86' Banda | Árbitra: Chancelle Cynthia Imane Ngakossa | Árbitra: Chancelle Cynthia Imane Ngakossa |